# هایپرگامی
ازدواج با بالاتر یا ابرزامی  (به انگلیسی: Hypergamy) به فرایندی در همسرگزینی می‌گویند که فرد با همسری بهتر و شایسته‌تر از موقعیت خود ازدواج می‌کند. اگرچه ابرزامی به جنسیت افراد مربوط نمی‌شود، اما معمولاً جامعه‌شناسان آن را برای زنانی که با مردان والاتر از طبقۀ اجتماعی خود ازدواج می‌کنند بکار می‌برند.
ازدواج با پایین‌تر یا اوپازامی (به انگلیسی: Hypogamy) معمولاً به عکس این فرآیند گفته می‌شود، یعنی کسی که با فردی پایین‌تر از خود ازدواج می‌کند.
اغلب افراد با همسری از طبقۀ اجتماعی یکسان ازدواج می‌کنند؛ به‌طور مثال کاملا رایج است که زنان با مردان بزرگتر یا همسن و هم‌سطح خود ازدواج کنند.
اما به هر حال به نظر می‌رسد که همچنان زنان پرشماری هستند که با مردان بهتر از خود ازدواج می‌کنند، حتی در جوامع پیشرفته هم بسیار زیاد است که زنان جوان و جذاب با مردان مسن ثروتمند ازدواج کنند.